# Betty O’Hara
Betty O’Hara  (* 24. Mai 1925 in Earl Park, Benton County; † 18. April 2000 in Los Angeles) war eine US-amerikanische Studio- und Jazz-Musikerin (Posaune, Trompete, Flügelhorn, Gesang, Basstrompete, Ventilposaune, Baritonhorn, Double bell Euphonium).

## Leben und Wirken
O’Hara begann mit neun Jahren Trompete zu spielen und war weitgehend Autodidaktin. Ihre Musikerkarriere begann sie nach der Highschool, als sie mit einer Frauenband, geleitet von Freddie Shafer im Auftrag der USO auf Tourneen im Mittleren Westen der USA ging Midwest. 1947 wurde sie Mitglied von Al Gentile’s Bigband in Connecticut, in der sie Trompete und Ventilposaune spielte, Arrangements schrieb und sang. Sie arbeitete anschließend als Orchestermusikerin in Hartford (Connecticut), bevor sie 1960 mit ihrem Mann, dem Bassposaunisten Barrett O’Hara nach Südkalifornien zog. Dort arbeitete sie als Studiomusikerin für Film- und Fernsehsoundtracks und Fernsehshows wie Hill Street Blues und Magnum P.I. Ende der 1970er-Jahre gehörte sie der Bigband Maiden Voyage an, mit der sie auch bei Johnny Carson auftrat, und war Anfang der 1980er Mitbegründerin des weiblichen Jazzquintetts The Jazzbirds, dem auch Stacy Rowles angehörte.  Sie gastierte u. a. auch auf dem Monterey Jazz Festival und regelmäßig auf dem Los Angeles Classic Jazz Festival. O’Hara erlitt nach 1998 zwei Schlaganfälle, die ihre Karriere beendeten. Im Bereich des Jazz war sie zwischen 1968 und 1998 an 15 Aufnahmesessions beteiligt, u. a. bei Bud Freeman, Lenny Carlson, Rick Fay, John Allred und zuletzt mit Dick Cary
Stilistisch bewegte O’Hara sich bei ihren eigenen Produktionen zwischen Dixieland, Swing, Bop und Hardbop. Leonard Feather lobte ihre Fähigkeiten als Blechbläserin (if it has valves, Betty O’Hara will play it) und bezeichnete sie als gently melodic player und Sängerin mit persönlichem Charme.

## Diskographische Hinweise
- Betty O’Hara & Johnny Varro: Horns A' Plenty (1985), mit Morty Corb, Gene Estes
- Woman's Intuition (Sea Breeze Records, 1999), mit Bob Smalle, Dave Koonse, Putter Smith, Jon O’Hara